# Tritonussubstitution
Als Tritonussubstitution bezeichnet man in der Regel das Ersetzen eines Dominantseptakkords durch einen Dominantseptakkord, dessen Grundton einen Tritonus entfernt liegt. Der Begriff erklärt schon das Prinzip: Ein Akkord wird durch einen anderen Akkord ersetzt. Die  Grundtöne dieser beiden Akkorde liegen dabei einen Tritonus voneinander entfernt. Dies wird gerne bei der fünften Stufe einer II-V-I Kadenz im Jazz eingesetzt, d. h. die V wird durch eine bII ersetzt II-bII-I, aber auch auf allen anderen Dominanten (Doppeldominanten etc.). Im modernen Jazz werden auch Tonika und Subdominante substituiert. Dieser Akkord wird hier oft als Sekundärdominante bezeichnet.
Die Tritonussubstitution kann auch als eine Umdeutung des Ausgangsakkordes angesehen werden (vgl. Publikationen von Werner Pöhlert, z. B. Grundlagenharmonik); hier wird der Quintfall ("Dauerquintfall", also der Quintenzirkel als Ausgangspunkt der Überlegungen) erweitert, indem ein zweiter, der um einen Tritonus verschoben ist, danebengelegt wird. Damit wird Chromatik mit dem klassischen Quintfall gleichgesetzt. Eine ähnliche Sichtweise vertritt eine Reihe anderer Harmonielehrer, z. B. Frank Haunschild.
Die Tritonussubstitution bietet vielfältige Möglichkeiten der „Gefühlsgestaltung“ – also des emotionalen Ausdrucks – und wird deshalb gern im Jazz, Soul, Barbershop und Gospel verwendet und erweitert die harmonischen Möglichkeiten einfacher Kadenzen.  Deren Reinform, stufenanalytisch  als übermäßiger Terzquartakkord gedeutet, fand schon in der Wiener Klassik Einzug. Eine andere, gängige klassische Sichtweise für die Reinform ist, den Akkord als klassischen Dominantseptakkord zu betrachten mit tiefalterierter Quinte im Bass (also als V7 bzw. D7 mit b5 bzw. >5 im Bass).

## Bildung als Dominantseptakkord

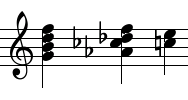
G7, seine Tritonussubstitution Db7 und die auflösende Terz von C.

Die Tritonussubstitution eines Dominantseptakkords ist die häufigste Variante. Geht man vom Grundton G aus auf den Tritonus Db und bildet darauf einen Dominantseptakkord (Db7), der anstelle des G7 gespielt wird, so spricht man von einer Tritonussubstitution.
Die Terz des Akkords G7 ist ein h, die Septime ein f. Liegt der Grundton nun einen Tritonus tiefer, also bei Db, so enthält dieser Db7-Akkord f nun als Terz und h (enharmonisch verwechselt als ces) nun als Septime. Die durch den Tritonus zwischen Leit- und Gleitton der Dominante erzeugte Spannung bleibt in der Tritonussubstitution bestehen, so dass sich verfremdete, aber plausible Spannungsbögen ergeben.
Zwei Möglichkeiten als Dominantseptakkord werden hier kurz vorgestellt:

### Reinform (verdeckte, dunkle Färbung)
Es wird die Quinte des Ausgangsakkordes (hier: G7 zu G7/b5) um einen Halbton nach unten alteriert (von D nach Db), wodurch auf dem Tritonus, der nun als Grundton verwendet wird, ein Tauschakkord (hier: Db7/b5) aufgebaut werden kann, der exakt dem Aufbau des Ausgangsakkordes entspricht und gleichzeitig die Möglichkeit eröffnet, in eine neue Tonika zu wechseln.
Beispiel:
| Ausgangsakkord G7/b5 = Substitutionsakkord Db7/b5 | Ausgangsakkord G7/b5 = Substitutionsakkord Db7/b5 | Ausgangsakkord G7/b5 = Substitutionsakkord Db7/b5 |
| ------------------------------------------------- | ------------------------------------------------- | ------------------------------------------------- |
| Akkord                                            | G7/b5                                             | Db7/b5                                            |
| G/Abb                                             | Prime                                             | verminderte Quinte                                |
| H/Cb                                              | große Terz                                        | kleine Septime                                    |
| Db                                                | verminderte Quinte                                | Prime                                             |
| F                                                 | kleine Septime                                    | große Terz                                        |

Der Akkord G7/b5 enthält also folgende Töne: G, H, Db, F. Db7/b5 enthält Db, F, Abb (sprich: Asas), Cb, die – enharmonisch verwechselt (Abb = G, Cb = H) – völlig übereinstimmen. Also ist G7/b5 – rein physikalisch betrachtet – gleich Db7/b5.
Der Aufbau hat die identische Struktur: 1-3 und 5-7: große Terz, 3-5 und 7-1: große Sekunde.
Dadurch wird auch klar, dass die Technik der Tiefalteration der Quinte nur bei Dur-Akkorden funktionieren kann, da die große Terz ebendiesen Charakter bestimmt, über die kleine Septime wird die funktionale Bedeutung fast ausschließlich auf die Dominante festgelegt.
Durch die Verwandtschaft in der Struktur der Akkorde besteht die Möglichkeit, diese umzudeuten und somit als gemeinsamen Akkord Modulation zwischen zwei Tonarten zu benutzen:
G7/b5 = Dominante, also C-Dur bzw. c-Moll = Tonika, aber auch 

Db7/b5 = Dominante, also F#-Dur bzw. f#-Moll = Tonika
Auf diese Weise ist z. B. eine Modulation von C-Dur bzw. c-Moll über Db7/b5 nach F#-Dur bzw. f#-Moll möglich.
Aufgrund der engen Verwandtschaft der Struktur gibt es, enharmonische Verwechslungen eingeschlossen, nur sechs solcher Akkorde:
| Akkord     | C7b5  | C#7b5 | D7b5  | D#7b5 | E7b5  | F7b5 |
| entspricht | F#7b5 | G7b5  | G#7b5 | A7b5  | A#7b5 | H7b5 |

### Mischform (offene, hellere Färbung)
In der Praxis wird die Quinte des Ausgangsakkordes (hier: G7 zu G7/#5) um einen Halbton nach oben alteriert (von D nach D#) und gleichzeitig der Grundton (hier: = Basston) auf den Tritonus verschoben, wodurch auch hier auf dem Tritonus ein Tauschakkord (hier: Db7/9) aufgebaut werden kann.
Theoretisch kann man die Verschiebung des Grundtons auf den Tritonus immer noch – wie im 1. Fall – als Abwärts-Alteration der Quinte betrachten, wobei dann eine zusätzliche 5# eingefügt wird. Zum klanglichen Verständnis trägt das aber nichts bei, daher ist die praktische Betrachtungsweise vorzuziehen. Die Mischform besteht darin, sowohl die 5b als auch die 5# zu benutzen.
Auch hier muss der Tritonussubstitutionsakkord aufgrund der kleinen Septime als Dominantseptakkord angesehen werden, womit er dann in die Tonika selbst (chromatische Bassfolge II-IIb-I) oder in die Tonika der Substitution (II-IIb-Vb) leitet.
Beispiel (mit vernünftigem Voicing):
| Ausgangsakkord G7/#5 = Substitutionsakkord Db7/9 | Ausgangsakkord G7/#5 = Substitutionsakkord Db7/9 | Ausgangsakkord G7/#5 = Substitutionsakkord Db7/9 |
| ------------------------------------------------ | ------------------------------------------------ | ------------------------------------------------ |
| Akkord                                           | G7/#5                                            | Db7/9                                            |
| D#/Eb                                            | übermäßige Quinte                                | große None                                       |
| H/Cb                                             | große Terz                                       | kleine Septime                                   |
| F                                                | kleine Septime                                   | große Terz                                       |
| G -> Db                                          | Prime                                            | Prime                                            |

Db7/9 ist wegen der kleinen Septime wieder ein Dominantseptakkord (Tonika bzw. die Subdominante nutzen die große Septime), so dass er auch wieder in die oben aufgeführten Tonika leitet.
Die oben vorgestellten Alterationen des 5. Tons können durch weitere Alterationen und Additionstöne in ihrem Klangcharakter gefärbt werden. Beliebt und oft im Jazz verwendet werden Mischformen der oben vorgestellten Tritonussubstitutionsarten.

### Beispiel mit weiteren Alterationen
Noch ein Beispiel der Tritonus-Substitution von G7/alt. durch Db7/alt.:
| Ausgangsakkord G7/alt = Substitutionsakkord Db7/alt | Ausgangsakkord G7/alt = Substitutionsakkord Db7/alt | Ausgangsakkord G7/alt = Substitutionsakkord Db7/alt |
| --------------------------------------------------- | --------------------------------------------------- | --------------------------------------------------- |
| Akkord                                              | G7/#5                                               | Db7/5b/9/13                                         |
| A#/Bb                                               | übermäßige None                                     | große Tredezime                                     |
| G/Abb                                               | Prime                                               | verminderte Quinte                                  |
| D#/Eb                                               | übermäßige Quinte                                   | große None                                          |
| H/Cb                                                | große Terz                                          | kleine Septime                                      |
| F                                                   | kleine Septime                                      | große Terz                                          |
| G -> Db                                             | Prime                                               | Prime                                               |

## Verwendung als Dominantseptakkord
Angewendet wird die Tritonussubstitution, wie bereits oben erwähnt, häufig in einer II–V–I Verbindung:
Beispiel C-Dur. Eine II–V–I Verbindung in C Dur wäre: Dm7, G7, Cmaj7 (= leitereigene Vierklänge einer C-Dur-Tonleiter).
Wendet man nun die Tritonussubstitution an, bekommt man eine II-bII-I Verbindung. Am Beispiel C-Dur: Dm7 - Db7 - CMaj7. C-Moll: Dm7/b5 - Db7 - Cm7. (Alle Beispielakkorde können durch Alterationen und Optionstönen verändert/erweitert werden, z. B. Dm7/b5/11 omit 3 - Db7/b5 - Cxxx) In der II-V-I-Verbindung nimmt die Dominante bzw. ihre Substitution gerne einen halben oder einen ganzen Takt ein.
Spontan mündet der substituierte Akkord von einer leichteren in eine schwerere Zählzeit. In der Praxis kann dies allein durch die Ersetzung des Basstons erreicht werden. Der Grundton des Ersatzakkords bildet einen Walking-Bass-typischen chromatischen Durchgangston zum nächsten Akkord (z. B. G7–Db7–CMaj7). Hierzu zahlt es sich aus, wenn Voicings möglichst arm an Grundtönen und Quinten gehalten werden. Je mehr alterierte Töne stattdessen hinzugefügt werden, umso eher wird der Akkord stabilisiert. Die obige Tabelle zeigt die Verwandtschaft alterierter Töne zum tritonussubstituierten Dominantseptakkord.

## Bekannte Beispiele
- Antônio Carlos Jobim: The Girl from Ipanema (Garota de Ipanema), Takt 6 und Takt 8 des Schemas
- Dizzy Gillespie: A Night in Tunisia, Einleitung und A-Teil

## Bildung als Tonikatypus-Akkord
- Als Dur-Akkord:
Im moderneren Jazz wird die Tritonussubstitution auf Akkorde vom Tonikatypus (Tonika Maj7 / Subdominante Maj7 - sowohl in Dur als auch in Moll) angewandt. Diese Akkorde klingen dann bereits sehr "fremd".
Akkorde vom Tonikatypus sind die Akkorde der Tonika und der Subdominante, weil durch das Hinzufügen des vierten Tones ein MAJ7-Akkord, also ein Akkord mit großer Septime, entsteht.
Von der Wirkung her wird er als statisch, wenn nicht gar als "starr" empfunden. Er klingt sehr exotisch bzw. atonal.
Beispiel:
Cmaj7/5b = F#7/sus4/5b
(C-E- Gb/F# -H)
Dieser Sus-Akkord wird an Stelle der Tonika bzw. der Subdominante gespielt. Durch den Wechsel des Basstones verliert der Hörer völlig den Bezug zur Originaltonart, so dass ein darauffolgender harter beliebiger Tonartwechsel vom ungeübten Gehör nicht mehr in einem harmonischen Kontext wahrgenommen werden kann.
Er ist ein gutes Beispiel für einen abstrakten Akkord und einer der "hellsten" Akkorde (Beispiel für einen "dunklen" Akkord: m7/b5).
- Als Moll-Akkord:
Beispiel:
c-Moll Maj7/5b = F#6/sus4/5b
C - Eb - Gb/F# -H)

## Bildung als Sus-Akkord
Beispiel:
Cmaj7/sus4/5b = F#maj7/sus4/5b
(C- F- Gb/F# -H)
Die Terz wird einen Halbton nach oben verschoben (4-3 Vorhaltsakkord - ohne Auflösung), wobei die Quinte - wie bei der klassischen Verwendung als Dominantseptakkord - um einen Halbton nach unten verschoben wird (Alteration der Quinte).
Dieser Akkord ist symmetrisch aufgebaut (Quart-kleine Sekunde - Quarte - Kleine Sekunde). Da er keine Terz enthält, ist er geschlechtslos wie alle Sus-Akkorde. Er wird (wegen der großen 7) als Tonika- bzw. Subdominantakkord verwendet. Weil zwei kleine Sekunden enthalten sind, ist er einer der spannungsreichsten Akkorde.